# 문천교 (경주시)
문천교(蚊川橋)는 대한민국의 경상북도 경주시 황남동과 탑동을 연결하는 남천의 다리이다. 국도 제35호선(포석로) 일부 구간이기도 하다. 현재 경주 시내버스 154번, 500번, 502번, 505번, 506번, 507번, 508번 등의 운행한다.

## 같이 보기
- 오릉교
- 교촌교
- 월정교
- 월성교